# 부산광역시도 제53호선
부산광역시도 제53호선은 부산광역시 사하구 감천동 감천삼거리와 서구 충무동사거리를 잇는 부산광역시도이다. 사하구 국민체육센터삼거리부터 서구 남항대교 서단까지 구간은 부산광역시도 제66호선과 중복된다. 본래 노선은 충무동사거리에서 시작해 남성한빛가든아파트까지 이어지는 도로였으나 2012년 11월 28일 부산광역시도 노선 개편으로 지금과 같은 노선으로 바뀌었다.

## 경유 도로
- 감천로 - 충무대로

## 주요 경유지
부산광역시
- 사하구 - 서구

## 노선
| 구간            | 이름                             | 접속 노선                                                           | 소재지     | 소재지 | 비고 |
| --------------- | -------------------------------- | ------------------------------------------------------------------- | ---------- | ------ | ---- |
| 감천로          | 감천삼거리                       | 부산광역시도 제6601호선 (사하로)                                    | 부산광역시 | 사하구 |      |
| 감천로          | 삼성여고앞 교차로                | 감천로42번길 감천로43번길                                           | 부산광역시 | 사하구 |      |
| 감천로          | 국민체육센터삼거리               | 을숙도대로                                                          | 부산광역시 | 사하구 |      |
| 감천로          | 감천사거리                       | 옥천로 원양로                                                       | 부산광역시 | 사하구 |      |
| 감천로          | 고신대학교 송도캠퍼스            |                                                                     | 부산광역시 | 서구   |      |
| 감천로          | 송도 교차로                      | 부산광역시도 제5301호선 (충무대로) 부산광역시도 제5302호선 (천마로) | 부산광역시 | 서구   |      |
| 충무대로        | 송도 교차로                      | 부산광역시도 제5301호선 (충무대로) 부산광역시도 제5302호선 (천마로) | 부산광역시 | 서구   |      |
| (남항대교 서단) | 부산광역시도 제66호선 (천마터널) |                                                                     | 부산광역시 | 서구   |      |
| 부산공동어시장  |                                  |                                                                     | 부산광역시 | 서구   |      |
| 충무동사거리    | 부산광역시도 제61호선 (구덕로)   |                                                                     | 부산광역시 | 서구   |      |